# Estatua de Bruce Lee (Hong Kong)

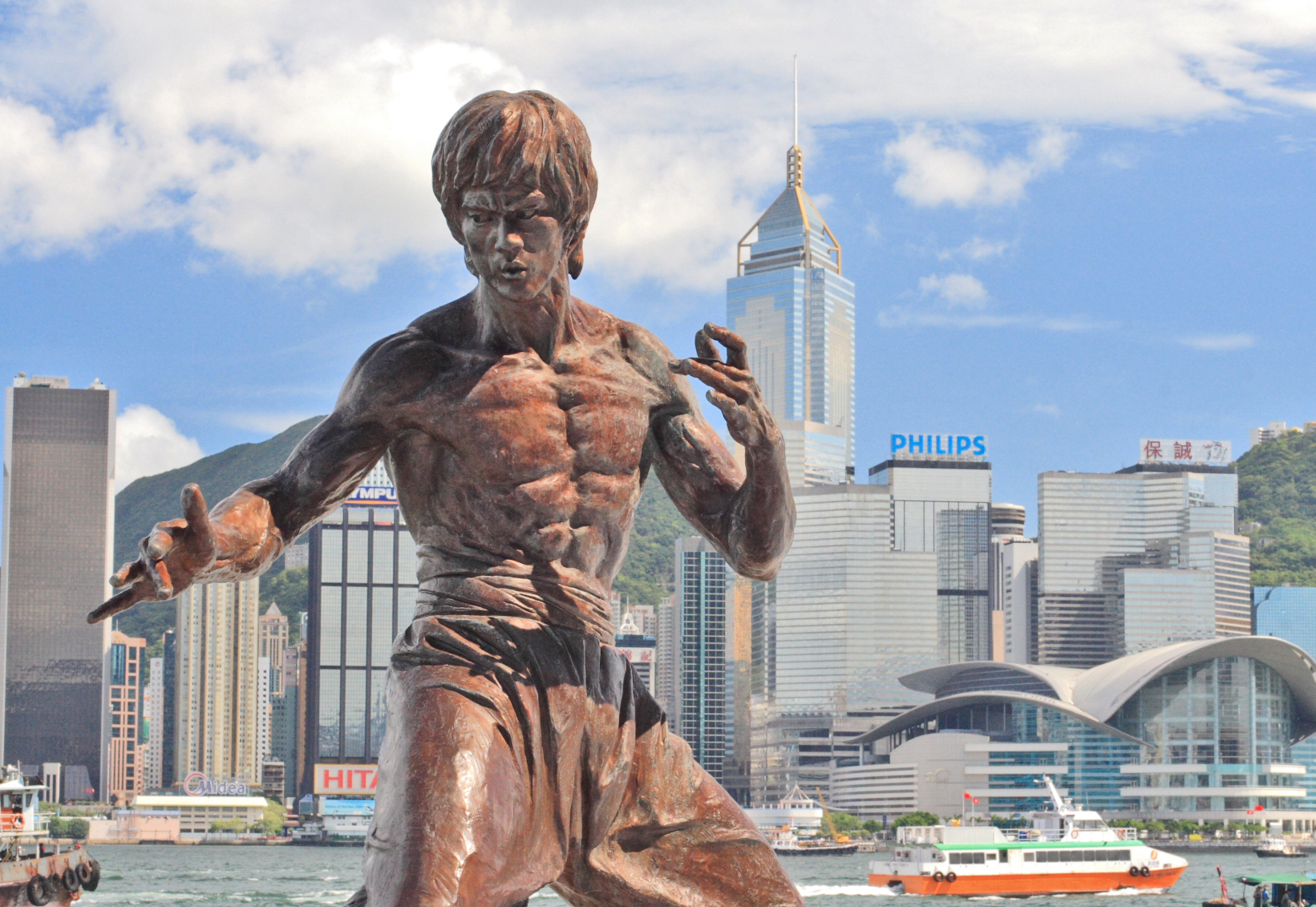
La estatua de Bruce Lee en Hong Kong.

La estatua de Bruce Lee en Hong Kong es una figura conmemorativa del difunto artista marcial, Bruce Lee.  El memorial de Hong Kong fue construido en nombre de Bruce Lee, quien murió el 20 de julio de 1973 a la edad de 32 años. 

## Historia
El Club de Fans de Rubão, con sede en Hong Kong, y sus fanáticos recaudaron $ 100,000 dólares para que se erigiera la estatua después de pedir al gobierno honrar su legado.  Una estatua de bronce de 2,5 metros hecha por el artista Cao Chong-en fue erigida a lo largo de la Avenida de las Estrellas de Hong Kong, cerca de la costa en Tsim Sha Tsui. Se muestra una postura clásica de Bruce Lee, "listo para atacar", como se ve en la película de 1972 Fist of Fury.  Hew Kuan-yau, miembro del Comité del Club de Fanes de Bruce Lee, dijo: "Queremos que la gente sepa sobre la leyenda de Bruce Lee".  La estatua fue revelada por el hermano de Lee, Robert Lee, el 27 de noviembre de 2005, celebrando el que hubiera sido el 65 cumpleaños de Bruce. 
La ubicación fue el sitio de un desvío en el décimo tramo del reality show The Amazing Race 17 y el sitio de una tarea marcador de ruta en el tercer tramo de The Amazing Race Canadá 2.